# Chirurdzy (seria 4)
Czwarty sezon amerykańskiego serialu medycznego Grey’s Anatomy: Chirurdzy. Premiera w Stanach Zjednoczonych miała miejsce 27 września 2007, a finał sezonu 22 maja 2008. Sezon wyprodukowany przez ABC Studios we współpracy z Shondaland oraz The Mark Gordon Company.

## A Change is Gonna Come
- Premiera (USA): 27 września 2007
- Reżyseria: Rob Corn
- Scenariusz: Shonda Rhimes
- Gościnnie wystąpili: Mark Pellegrino (Chris), Sandra Thigpen (Clara), Stephanie Childers (Nancy), Steven M. Porter (Joey), Candice Afia (stażystka Laura), Amrapali Ambegaokar (stażysta Dani), Tymberlee Chanel (stażystka Claire), Gloria Garayua (stażystka Graziella), Molly Kidder (stażystka Megan), Richard Keith (stażysta Mitch), Joy Osmanski (stażystka Lucy), Winston Story (stażysta Leo) oraz Joseph Williamson (stażysta Pierce).
- Oficjalny polski tytuł: „Zmiany, zmiany”

### Streszczenie
Meredith, Izzie, Cristina i Alex zostają rezydentami w Seattle Grace. Natomiast George wraca po oblanych egzaminach do szpitala jako stażysta i zostaje przydzielony do grupy Meredith.
Na izbie przyjęć opatrywani są pacjenci z wypadku drogowego. Cristina zajmuje się pacjentem, który doznał dekapitacji – jego głowa została oddzielona od kręgosłupa. Alex opiekuje się mężczyzną z uszkodzonym kolanem i niepohamowanym apetytem. Meredith i Sloan zajmują się kobietą w ciąży z odciętym ramieniem. Izzie nie dostaje żadnego pacjenta i w wyniku nieporozumienia zaczyna zajmować się ranną sarną.
Cristina dowiaduje się od Dereka, że dr Preston Burke złożył rezygnację. Meredith zaś poznaje swoją przyrodnią siostrę Lexie, która jest stażystką w grupie Cristiny. W czasie rozmowy okazuje się, że Derek poznał Lexie poprzedniego wieczora w barze (tak samo wyglądało jego pierwsze spotkanie z Meredith). Po całym dniu przemyśleń, Meredith zrywa z Derekiem dla jego dobra, po czym zaczynają się całować i uprawiać seks.
Callie nie radzi sobie w nowej roli szefa rezydentów. Nie potrafi zapanować nad lekarzami, którzy jej nie słuchają, gubi się w papierkowej robocie. Zaś Bailey jest obrażona na Webbera, ponieważ nie powierzył tego stanowiska jej.
George nie może pogodzić się z faktem, że ponownie jest stażystą i powtarza rok. W czasie operacji odbiera jednak poród, czym imponuje zarówno Lexie, jak i pozostałym stażystom. Początkowo unika Izzie, ale po rozmowie z Lexie idzie do niej i wyznaje miłość.

### Muzyka
- Oversleeping – I’m From Barcelona
- Knock 'Em Out – Lily Allen
- 23 – Blonde Redhead
- Reasons To Love You – Meiko
- To Build A Home – The Cinematic Orchestra

## Love/Addiction
- Premiera (USA): 4 października 2007
- Reżyseria: James Frawley
- Scenariusz: Debora Cahn
- Gościnnie wystąpili: Ben Vereen (Archie), Brendan Elliott (Dave), Nicholas Gonzalez (Clark) oraz Diahann Carroll (Jane Burke).
- Oficjalny polski tytuł: „Uzależnienia”

### Streszczenie
Po wspólnie spędzonej nocy Meredith i Derek decydują się na luźny związek, w którym jest miejsce tylko na seks i docinki.
Cristina rozdaje swoje prezenty ślubne w zamian za profity w pracy. Matka Prestona pojawia się w szpitalu w celu spotkania się z Yang. Upomina Meredith za niestosowne zachowanie podczas ślubu. Derekowi przyznaje, że jest człowiekiem honorowym i powinien umieć odejść, jeśli otrzymuje mniej niż na to zasługuje.
George przyznaje Izzie, że ją kocha, a jego małżeństwo z Callie to pomyłka. Obiecuje powiedzieć żonie, że ich związek się skończył.
W szpitalu pojawiają się ofiary wybuchu gazu w budynku. Dr Webber, Derek oraz Cristina zajmują się Marlą, jedną z poszkodowanych w wybuchu. Mąż Marly ma niewielkie obrażenia, ale ich roczne dziecko nie przestaje płakać. Callie przydziela do niego Alexa. Pozostałymi dwoma poparzonymi (Archie oraz Clark) zajmują się George i Izzie.
Meredith za namową Bailey udaje się do kliniki, gdzie spotyka swoją siostrę Lexie. Podczas przeprowadzania tomografii komputerowej Clark doznaje zatrzymania pracy serca, będącego wynikiem głodu narkotykowego.
Mark, Callie i Izzie zajmują się Archiem. Izzie ma nadzieję, że George nie będzie w stanie poinformować Callie o zdradzie i zakończeniu związku, gdyż jest ona jego szefem i będzie mieć to złe skutki dla jego stażu i kariery. Jednak ten po śmierci swojego pacjenta zyskuje odwagę do przeprowadzenia szczerej rozmowy z żoną.
Po przeprowadzeniu badań toksykologicznych u dziecka małżeństwa poszkodowanego w wybuchu Alex odkrywa, że jest ono uzależnione od metamfetaminy. Dochodzi do wniosku, że rodzice zajmowali się produkcją tego narkotyku w domu. Dr Webber prosi Callie o zajęcie się tą sprawą. Alex mówi ojcu dziecka o uzależnieniu syna, przez co zostaje zaatakowany, a pacjenci uciekają. Szef obwinia Callie za zaistniałą sytuację. Wieczorem przybita Callie błaga George’a, by nic jej już dzisiaj nie mówił. Derek odnajduje ojca i dziecko, które straciło przytomność w wyniku udaru mózgu.
Derek przyznaje się Markowi, że ma problem.
Cristina spotyka się z matką Burke’a, która prosi o klucze do mieszkania syna, żeby zabrać jego rzeczy i ślubny naszyjnik. Pani Burke przyznaje, że wie, że Cristina kochała jej syna, ale bardziej kocha bycie chirurgiem. Mówi Cristinie, że jest jej przykro z powodu straty mężczyzny, którego Cristina kochała i który był jej nauczycielem. Cristina prosi ją o zabranie prezentów ślubnych. Po powrocie do mieszkania zastaje je opróżnione z prezentów i rzeczy Burke’a.

### Muzyka
- Moon and Sun – Gomez
- From My Heart To Yours – Laura Izibor
- The Yard – Trolle Siebenhaar
- Castle-Time – Chris Garneau
- Little Bit of You in Everything – The Rentals
- Carousel – Amy Obenski

## Let the Truth Sting
- Premiera (USA): 11 października 2007
- Reżyseria: Dan Minahan
- Scenariusz: Mark Wilding
- Gościnnie wystąpili: Edward Herrmann (Norman), Jack Axelrod (bardzo stary facet – Charlie), Amy Hill (Joanne), Caroline Aaron (Connie), Debra Christofferson (Elaine), Eve Gordon (Mary)
- Oficjalny polski tytuł: „Bolesna prawda”

### Streszczenie
George nadal nie potrafi powiedzieć Callie o zdradzie, choć ta przeczuwa, że mąż ma romans. Izzy obawia się, że ten nie będzie jednak na tyle silny, by odejść od żony. Do szpitala zgłasza się pacjentka z nowotworem języka. Obawia się, że nie będzie mogła już nigdy mówić. Pionierską operacje decyduje się przeprowadzić Sloan i Webber, choć w trakcie operacji zmuszeni są prosić o pomoc Dereka, który jako jedyny jest w stanie przeszczepić nerw tak, aby pacjentka nadal mogła mówić. Po skończonej operacji Derek zarzuca kolegom brak samokrytyki i niepotrzebne ryzyko.
Stażyści nie wiedzą, że George powtarza staż. Prawdę wyjawia dopiero Alex.
Meredith każe Lexie intubować martwego pacjenta, o co młoda stażystka ma żal do siostry. Po skończonym dniu obie analizują kartę zgonu Susan Grey, matki Lexi.
Alexowi zostaje przydzielony nowy stażysta. Jest nim Norman, farmaceuta w podeszłym wieku. Ich pacjentem zostaje młody chłopak z wodogłowiem, którego zachowanie budzi niepokój, a wypowiadane zdania są alogiczne. Norman przekonany jest, że pacjent jest pod wpływem narkotyków, ale badania toksykologiczne na to nie wskazują. Stażysta mimo tego brnie w swoją teorię, przeszkadzając Alexowi w poprawnej diagnozie. W końcu chłopak dostaje drgawek i dzięki Alexowi, udaje się go uratować.
Bardzo stary mężczyzna – Charlie (u którego stażyści, a teraz rezydenci, jadali lunch) wybudza się ze śpiączki. Mężczyzna chce umrzeć, bo nie ma nikogo bliskiego. Jest zmęczony i błaga lekarzy, żeby go nie ratowali. Izzie nie daje jednak za wygraną i za każdym razem reanimuje pacjenta. Pod koniec dnia, gdy ten wypisuje się na własne żądanie, w spokoju umiera na wózku inwalidzkim pod nieobecność personelu medycznego. Rezydenci zbierają się nad łóżkiem zmarłego i wspominają pacjenta.
Cristina domyśla się, że Meredith wciąż sypia z Derekiem.
Miranda proponuje swoją pomoc Callie, która nie radzi sobie z obowiązkami głównego rezydenta.

### Muzyka
- Made For You – Watermark
- Walking Away – Sugar
- The Ocean – The Bravery
- My Moon My Man – Feist
- Best Friends – The Perishers

## The Heart of the Matter
- Premiera (USA): 18 października 2007
- Reżyseria: Randy Zisk
- Scenariusz: Allan Heinberg
- Gościnnie wystąpili: Edward Herrmann (Norman), Loretta Devine (Adele Webber), Camille Winbush (Camille), Maggie Siff (Ruthie), Matt Lanter (Adam), Michael McGrady (Stanley), Miriam Flynn (Bitzer), Ron Melendez (Will)
- Oficjalny polski tytuł: „Sedno sprawy”

### Streszczenie
Do szpitala trafia siostrzenica szefa – Camille, która ma problemy z oddychaniem. Alex i Izzy wykonują dziewczynie tracheotomię. Po badaniach okazuje się, że ma ona nawrót nowotworu z przerzutami na inne organy. Dziewczyna nie wyraża zgody na leczenie w szpitalu, chce bowiem wrócić do domu i tam umrzeć. Adele prosi Richarda, aby przekonał Camille do zmiany decyzji.
Ruthie jest pacjentką Mirandy, która przesadnie się odchudzała dla swojego chłopaka. Ma skręconą kostkę i przedawkowała ibuprofen. Podczas badań zaczyna wymiotować krwią, z powodu pęknięcia wrzodu w żołądku. Okazuje się, że umówiła się z chłopakiem, że kiedy ona zrzuci 20 kg, on rzuci palenie i zamieszkają razem. Nie udaje się uratować jej życia. Callie zdenerwowana po całym dniu pracy krzyczy na chłopaka Ruthie i zaczyna go bić.
Callie chce porozmawiać z Izzy podczas lunchu. Stevens myśli, że chce się z nią bić. Torres nie potrafi przebaczyć George’owi jego romansu, więc jest to koniec ich małżeństwa. Izzy wyznaje Alexowi, że spędziła noc z George’em. Alex czyni wyrzuty Izzie, że wybrała O’Malleya a nie jego po śmierci Denny’ego.
Norman, stażysta Meredith, informuje pacjentkę Bitzer, że jest śmiertelnie chora. Okazuje się, że pomylił karty pacjentów i podał jej diagnozę innego pacjenta.
Do szpitala trafia sparaliżowany piłkarz, któremu trzeba nastawić kręgosłup.
Derek mówi Meredith, że chce się z nią ożenić, mieć dzieci i wspólny dom. Jednak dobrze wie, że nie jest jeszcze gotowa na taką zmianę. Oznajmia jej, że będzie czekał, aż będzie gotowa na kolejny krok w ich związku, ale jeśli spotka kobietę, która da mu to czego nie może dostać od Meredith, to nie wie jak się zachowa.

### Muzyka
- Better Already – Northern State
- Milk And Honey – Prince Fatty
- The Absence Of Your Company – Kim Richey
- Rockers To Swallow – Yeah Yeah Yeahs
- Hawaii – Meiko
- Sun Comes Up – John Legend

## Haunt You Every Day
- Premiera (USA): 25 października 2007
- Reżyseria: Bethany Rooney
- Scenariusz: Krista Vernoff
- Gościnnie wystąpili: Edward Herrmann (Norman), Anjul Nigam (Raj), Elizabeth Reaser (Rebeca-Ava), Kali Rocha (Sydney Heron), Sarah Utterback (pielęgniarka Olivia), David Clennon (Jack), Dylan Minnette (Ryan), Rocky Carroll (James), Bhama Roget (Erin)
- Oficjalny polski tytuł: „Halloween”

### Streszczenie
Niespodziewanie Alexa odwiedza w szpitalu Rebecca. Meredith przynosi prochy swojej matki do pracy. Nie wie co ma z nimi zrobić. Postanawia wsypać je do zlewu w sali operacyjnej, bo tego chciałaby Ellis Grey. Wszyscy już wiedzą o romansie Izzy i George’a.
W Seattle jest Halloween i nie brakuje szalonych pacjentów. Do szpitala przychodzi James, który prosi chirurgów o amputacje swojej zdrowej nogi, gdyż uważa, że nie jest jego. Lekarze nie chcą tego zrobić, więc kradnie on piłę innego pacjenta i sam odcina nogę. W czasie operacji Jamesa, stażysta Norman dostaje małego udaru mózgu. Derek ratuje mu życie. Norman nie chce być już chirurgiem. Mówi, że lepiej będzie jeśli zostanie psychiatrą.
Ryan prosi Sloana o rekonstrukcje uszu. Przy wsparciu Meredith i innych chirurgów Mark przeprowadza operację chłopca za darmo.
Cristina chce wynająć mieszkanie Burke’a. Jednym z chętnych jest Richard. Kiedy Yang dowiaduje się, że nowym szefem kardiochirurgii zostaje Ericka Hahn, odwołuje wynajem mieszkania szefowi. Jej współlokatorką zostaje Callie.
Jack czeka na przeszczep serca. Jego córka Erin troskliwie się nim opiekuje. W czasie jazdy do pracy kobieta ma wypadek, który powoduje śmierć mózgu. Lekarze proszą mężczyznę, aby podjął decyzje o oddaniu jej narządów do transplantacji. On sam mógłby dostać jej serce. Po rozmowie z George’em Jack wyraża zgodę na wzięcie serca od swojej córki.

### Muzyka
- Listen Up! – The Gossip Courtesy of Kill Rock Stars
- Fools Gold – Katie Herzig
- Come Out Of The Shade – The Perishers
- Polite Dance Song – The Bird and the Bee Courtesy of Blue Note
- Get Well – The Perishers
- I Will Show You Love – Kendall Payne

## Kung Fu Fighting
- Premiera (USA): 1 listopada 2007
- Reżyseria: Tom Verica
- Scenariusz: Stacy McKee
- Gościnnie wystąpili: Amanda Loncar (Jackie), Chryssie Whitehead (Helena), Cullen Douglas (Mr. Arnold), David Denman (Rick), Marina Black (Sally), Steve Sandvoss (Jason), Tommy Dewey (Mike)
- Oficjalny polski tytuł: „Walki Kung Fu”

### Streszczenie
Meredith ma problemy ze snem, śnią jej się koszmary. Cristina radzi jej, aby przestała sypiać z Derekiem.
Webber przeprowadza się na camping do Shepherda. Organizuje on męski wieczór. Poza Sloanem i Derekiem zaprasza na niego także Erickę Hahn. Wszyscy spędzają noc grając w monopol.
Do szpitala zostają przyjęte dwie ranne kobiety, które trzymają suknię ślubną. Walczą one ze sobą o czek na 100 tysięcy dolarów, aby zorganizować ślub swoich marzeń. Kobieta, która pierwsza puści sukienkę przegra. Jedna z kobiet ma problem z barkiem, ale nie chce się poddać operacji. George zamiast kobiety trzyma sukienkę, gdy ona jest operowana.
Cristina i Izzy rywalizują o operację serca z Ericką. Arnolds, pacjent kardiochirurgiczny z zaawansowaną chorobą wieńcową, jest uczulony na znieczulenie. Cristina znajduje metodę na zoperowanie pacjenta bez znieczulenia ogólnego. Hahn nie chce, aby Yang jej asystowała, więc wybiera Izzy. Arnolds jest przerażony operacją, więc Stevens nakleja zdjęcie z ptakiem, co go uspokaja.
Lexie wychodzi razem z Alexem ze szpitala. On mówi, że jedyne, co może ich łączyć to seks. Lexie spędza noc z Alexem. Meredith otwiera drzwi swojej sypialni i widzi Lexie i Alexa półnagich razem w korytarzu. Lexie jest przerażona, gdy dowiaduje się, że Meredith jest jego współlokatorką.
Do szpitala trafia spadochroniarz, który spadł z 1200 metrów, bo nie otworzył mu się spadochron. Cudem przeżył upadek, ma jedynie uszkodzoną ślepą kiszkę. Podczas lotu mężczyzna wyznał swojej instruktorce Sally, że ją kocha.

### Muzyka
- Raindrops From The Sun – Imani Coppola
- Don't Try To Fool Me – Miss Li
- Say A Lot – Lon McCallister
- Cheer Me Up Thank You – New Buffalo
- Let Somebody In – The Magic Numbers
- Merry Happy – Kate Nash

## Physical Attraction, Chemical Reaction
- Premiera (USA): 8 listopada 2007
- Reżyseria: Jeff Melman
- Scenariusz: Tony Phelan, Joan Rater
- Gościnnie wystąpili: Jeff Perry (Thatcher Grey), David Burke (Don), Enuka Okuma (Teresa), Kurt Fuller (Jerry), Rockmond Dunbar (Sean), Stephanie March (Jane), Vicki Lewis (Harriet)
- Oficjalny polski tytule: „Fizyczna atrakcja, chemiczna reakcja”

### Streszczenie
Cristina maluje na czerwono ściany w mieszkaniu Burke’a. Meredith nie chce, aby Alex spotykał się z Lexie. George i Izzy uprawiają seks, ale nie ma w nim takiej chemii, jaka była wcześniej. Obydwoje uważają, że ich wspólny seks jest dla nich koszmarem.
Hahn nie chce, żeby rezydentem na kardiochirurgii była Cristina. Natomiast chce sprawdzić, czy Meredith odziedziczyła umiejętności chirurgiczne po swojej matce Ellis.
Callie prosi Mirandę, aby przejęła część jej obowiązków głównego rezydenta. Sama cały czas przeprowadza operacje ortopedyczne. Webber zaczyna się domyślać, że to Miranda wykonuje wszystkie obowiązki głównego rezydenta. Richard postanawia zwolnić z tej funkcji dr Torres, a głównym rezydentem mianować Mirandę Bailey.
Lexie chce spotkać się z Alexem w barze Joego, ale on jej odmawia. Meredith prosi Alexa, żeby odwiózł Lexie do domu. Karev zastaje przed domem młodszej Grey pijanego Thatchera. Lexie prosi Alexa, aby nie mówił Meredith o alkoholizmie ich ojca.
Sloanowi zaczynają imponować umiejętności chirurgiczne dr Hahn. Chce postawić jej drinka, ale ona odmawia. Ericka uważa, że pociągają go jej umiejętności, a nie osobowość.
Webber mieszka w przyczepie obok Dereka. Obarcza go oddawaniem koszul do pralni i innymi obowiązkami domowymi.
Teresa przychodzi na izbę przyjęć z małym niemowlęciem. Spadła ze schodów wraz z dzieckiem, któremu nic się nie stało. Kobieta ma połamane żebra i poważnie uszkodzone płuco. Mąż Teresy, Sean, jest zbyt zajęty wspieraniem żony. Nie potrafi skupić się na dziecku, które adoptowali i nawet nie nadali jeszcze imienia. Niestety Teresa umiera, więc Sean postanawia zająć się wychowaniem dziewczynki, którą nazywa Keshia.
Miranda Bailey przeprowadza operację usunięcia ciała obcego z organizmu Ryana, który połknął 8 kulistych magnesów. Ryan chce, aby jego rodzice się rozwiedli. Ma dość ich kłótni.

### Muzyka
- Name – Derek Webb
- ILuvItWhenYa – Northern State
- San Jose – Joseph Purdy
- Pouring On The Gasoline – Calahan
- Rain – Priscilla Ahn

## Forever Young
- Premiera (USA): 15 listopada 2007
- Reżyseria: Rob Corn
- Scenariusz: Mark Wilding
- Gościnnie wystąpili: Jeff Perry (Thatcher Grey), Kali Rocha (Sydney Heron), Lauren Stamile (Rose), Andrea Vercetti (Marissa), Brooke Nevin (Tricia), D. B. Woodside (Marcus), Madeline Zima (Marissa), Stephen Sowan (Danny)
- Oficjalny polski tytuł: „Na zawsze młodzi”

### Streszczenie
Autobus szkolny wiozący licealistów ma wypadek. Jednym z poszkodowanych jest kierowca Marcus. Okazuje się być kolegą z liceum Mirandy. Markus prosi ją, aby wypełniła za niego dokumenty ubezpieczeniowe. Bailey jest tak zajęta flirtem z pacjentem, że nie zauważa migotania przedsionków.
Rany w wypadku Danny ma ołówek wbity w oko. Zostaje on poddany operacji neurologicznej. W czasie jej trwania pęka tętnica i chłopak zapada w śpiączkę, z której nigdy się nie wybudzi. Derek przekazuje tę wiadomość Marissie, koleżance Danny’ego.
Cheerleaderka Trica dowiaduje się, że ma złamana nogę i kość ogonową. Prosi Sloana, aby zoperował jej rozciętą twarz. Dziewczyna jest załamana tym, że nie będzie mogła przez jakiś czas być kapitanem cheerleaderek.
Cristina jest zadowolona, że może pracować z Hahn. Dr Torres radzi jej, aby zbytnio nie narzucała się Erice, bo może stracić szansę, która została jej dana.
Ojciec Meredith zjawia się w szpitalu – ma rozciętą rękę i jest nietrzeźwy. Rana wymaga szycia. Prosi Kareva, aby wezwał Grey. Lexie nie chce przyjść do swojego ojca, więc wzywa on Meredith. Wychodzi na jaw, że ojciec Grey jest alkoholikiem. Meredith radzi Lexie, aby bardziej opiekowała się Thatcherem. Lexie uświadamia Meredith, że wszystko, co mówił ich ojciec jest kłamstwem. Lexie jest wściekła na Alexa za wezwanie Meredith do ich ojca.
George i Izzy nie potrafią już ze sobą rozmawiać. Starają unikać się nawzajem. Postanawiają zakończyć związek i pozostać przyjaciółmi.
Derek idzie na randkę z Sydney. Uważa ona, że Shepherd nie jest jeszcze gotowy na nowy związek. Derek niespodziewanie poznaje w czasie operacji pielęgniarkę Rose, na którą wcześniej nie zwracał uwagi.

### Muzyka
- What Would Jay-Z Do? – Ben Lee
- The Last One – Cary Brothers
- Call It Off – Tegan and Sara
- Black and Blue – Chris Garneau
- Breakin’ Up – Rilo Kiley

## Crash Into Me, Part 1
- Premiera (USA): 22 listopada 2007
- Reżyseria: Michael Grossman
- Scenariusz: Shonda Rhimes, Krista Vernoff
- Gościnnie wystąpili: Cress Williams (Tucker), Elizabeth Reaser (Ava), Gale Harold (Shane), Lauren Stamile (Rose), Seth Green (Nick), Theo Rossi (Stan), Alison La Placa (żona Jacobsa), John Billingsley (Jacobs), Kimberly Huie (Mary Daltren)
- Oficjalny polski tytuł: „Jeden taki dzień, część 1”

### Streszczenie
Mąż Mirandy ma dość, że nigdy nie ma jej w domu. Tucker chcę z nią porozmawiać o ich małżeństwie. Umawiają się na obiad w szpitalu. Meredith zakazać Derekowi spotykania się z innymi kobietami. Shepherd zaczyna się zaprzyjaźniać z Rose.
Jeden z kierowców traci kontrolę nad karetką, która uderza w drugą karetkę zaparkowaną przed szpitalem. Poszkodowany sanitariusz Shane odmawia pomocy Mirandy i Richarda. Żąda innego lekarza. Szef zdaje sobie sprawę, że sanitariusz jest rasistą. Shane ma uszkodzoną wątrobę i wymaga operacji. Chce on, aby na sali był biały lekarz. George asystuje przy tej operacji. Miranda widzi na brzuchu duży tatuaż ze swastyka.
Kierowca karetki Mary, która spowodowała wypadek ma guza mózgu. Derek rozpoczyna kraniotomię. Gdy mózg Mary jest otwarty a Shepherd chce wprowadzić sondę, komputer przestaje działać.
Ranny sanitariusz Stan, którego noga została przygnieciona przez karetkę, nie ma szans na przeżycie. Meredith szuka jego żony Sary, aby się z nim pożegnała. Stan rozmawia z Rayem, drugim sanitariuszem, który ma wbity zawór tlenowy w plecy. Tak jak przewidywał Webber, Stan umiera.
Ericka prosi o pomoc Sloana przy pacjencie, który ma zakażenie po bajpasach. Hahn jest pod wrażeniem techniki Marka podczas przeszczepu mięśnia. Natomiast Hahn usuwa Jacobsowi część mostka.
Nieoczekiwanie w szpitalu zjawa się Ava-Rebecca. Alex wpuszcza ją na galerię sali operacyjnej, aby zobaczyła jak operuje. Lexie przez przypadek rozmawia z Rebeccą. Dowiaduje się, że Alex jest chłopakiem Avy.
Nick, pacjent Sloana, który miał usunięty guza na szyi, wymaga szczególnej opieki. Jego tętnica szyjna jest pokryta tylko cienkim płatem skóry. W razie krwotoku stażyści albo rezydenci mają jak najszybciej zatamować krwawienie. Nick rozmawia z Lexie. Gdy zaczyna się śmiać, jego tętnica pęka. Grey jest przerażona, nie wie, co robić.

### Muzyka
- Movie Star – Roisin Murphy
- Some Surprise – The Cake Sale
- Where I Stood – Missy Higgins
- Let Me Out – Ben’s Brother
- All The World (I Tell Myself) – Correatown
- Revival – Soulsavers
- Creator – Santo Gold
- Circles – Natalie Walker
- Feel It Coming – Sara Melson

## Crash Into Me, Part 2
- Premiera (USA): 6 grudnia 2007
- Reżyseria: Jessica Yu
- Scenariusz: Shonda Rhimes, Krista Vernoff
- Gościnnie wystąpili: Cress Williams (Tucker), Elizabeth Reaser (Ava), Gale Harold (Shane), Lauren Stamile (Rose), Seth Green (Nick), Theo Rossi (Stan), Alison La Placa (żona Jacobsa), John Billingsley (Jacobs), Kimberly Huie (Mary Daltren)
- Oficjalny polski tytuł: „Jeden taki, dzień część 2”

### Streszczenie
Lexie stara się zatamować krwawienie z pękniętej tętnicy Nicka. Udaje jej się, ale jak najszybciej musi być on operowany przez Sloana. Markowi nie udaje się uratować życia Nicka. Umiera on w czasie operacji. Lexie jest załamana stratą pacjenta. Dostaje pochwałę od Cristiny za dobrą opiekę nad Nickiem. Yang zaprasza Lexie do domu Meredith, aby pocieszyć ją po ciężkim dniu.
Meredith wykonuje USG Rayowi. Okazuje się, że ma on w osierdziu pełno krewi. Wymaga drenażu osierdzia, który wykonuje Grey. Ray zostaje wyciągnięty z przewróconej karetki. Richard przeprowadza operację tamponady serca i płuc pacjenta. Sara nie ma odwagi i siły odwiedzić Raya po operacji. Po rozmowie z Meredith postanawia ona zobaczyć jednak przyjaciela Stana.
Shepherd nie może wyciągnąć sondy ani kontynuować operacji, bo pacjentka może umrzeć. Technik komputerowy przyjedzie dopiero za 5 godzin. Rose, pielęgniarka, podejmuje się naprawy komputera podczas operacji Mary. Udaje jej się to, a Derek może dokończyć operację. Po zabiegu Rose całuje Dereka.
Tucker ma już dość czekania na Mirandę, która cały czas operuje. Mówi on George’owi, żeby przekazał Bailey, że to koniec ich małżeństwa. W czasie operacji Shane’a okazuje się, że jego obrażenia są poważniejsze. Ma uszkodzoną żyłę wątrobową oraz perforację jelita. Shane budzi się po operacji i widzi, że jego tatuaż nie przypomina już swastyki.
W czasie operacji usuwania mostka Jacobsowi występują komplikację. Sloan zauważa na galerii Rebeckę, którą wcześniej operował. Alex chciał się przed nią popisać, ale zostaje zawieszony za wprowadzenie Avy. Żona Jacobsa ma pretensje do Izzy o nie informowanie jej o stanie męża.
Po ciężkim dniu Ericka zaprasza Sloana i Callie na drinka. Hahn prosi Marka, aby jej nie podrywał. Alex przyznaje się Avie, że sypia również z inną kobietą, Lexie.

## Lay Your Hands On Me
- Premiera (USA): 10 stycznia 2008
- Reżyseria: John Terlesky
- Scenariusz: Allan Heinberg
- Gościnnie wystąpili: Cress Williams (Tucker), Debra Monk (Louise O’Malley), Lauren Stamile (Rose), Carol Locatell (Mai), Glenne Headly (Elizabeth Archer)
- Oficjalny polski tytuł: „Dotknij mnie"

### Streszczenie
Derek chce wybudować dom i pokazuje plany Meredith.
Lexi nocowała u Meredith, która stara się w końcu nawiązać dobre stosunki z siostrą.
Synek Mirandy, Tuck, miał groźny wypadek w domu. Spadł na niego regał z książkami, w wyniku czego ma liczne złamania i uraz wielonarządowy. Bailey czuje się odpowiedzialna za wypadek, dręczą ją wyrzuty sumienia, że zaniedbała synka. Chce być obecna w czasie jego operacji, która przeprowadzana jest przez Hahn. Operacja przebiega bez komplikacji, choć wkrótce okazuje się, że w okolicach serca Tucka zbiera się płyn. Załamana Bailey prosi o pomoc uzdrowicielkę Elizabeth Archer.
Do Seatlle przyjeżdża matka George’a, która dowiaduje się od Izzy o rozwodzie z Callie, zdradzie i oblanym egzaminie syna.
Elizabeth Archer ma rozwarstwienie tętnicy wieńcowej. Nie chce zgodzić się na operację, bo wierzy w swoją moc uzdrowicielską. Alex prosi Izzy, aby ta wytłumaczyła pacjentce, na czym polega zabieg.
Grey dowiaduje się od George’a o pocałunku Dereka z Rose. Kłóci się z Shepherdem, czego konsekwencją jest definitywne rozstanie. Natomiast Derek zaprasza na kolację pielęgniarkę Rose.
George postanawia szukać nowego mieszkania. Mąż Bailey wyprowadza się.

### Muzyka
- Sweeter Than This – Katie Herzig
- Up To The Mountain – Patty Griffin
- Broken – Lifehouse
- God Only Knows – Joe Henry
- 10,000 Angels – Caedmon's Call

## Where the Wild Things Are
- Premiera (USA): 24 kwietnia 2008
- Reżyseria: Rob Corn
- Scenariusz: Zoanne Clack
- Gościnnie wystąpili: Amy Madigan (dr Wyatt), Clea DuVall (Jennifer), Jason O’Mara (Phillip), Lauren Stamile (Rose), Cheech Marin (Otis), Steven Flynn (Scott)
- Oficjalny polski tytuł: „Nie drażnij niedźwiedzia”

### Streszczenie
Meredith ma problemy ze snem. Postanawia iść do psychologa na terapię, ale nie potrafi nic powiedzieć.
W szpitalu jest zorganizowany nieoficjalny konkurs o diamentowy pager. Wszystkim rezydentom zależy na wygranej. Nie wychodzą ze szpitala przez 2 tygodnie. Izzy wykonała niepotrzebne badania mężczyźnie, który miał tylko skręconą kostkę i jest przeziębiony. Do szpitala przyjeżdża Phillip wraz żoną i bratem, którzy zostali zaatakowani przez niedźwiedzia na campingu. Scott ma wytrzewienie jelit i wymaga operacji. Alex zaszywa pacjenta, bo każdy szew to jeden punkt. Kiedy już zaczyna kończyć zakładanie szwów Scott umiera.
Jennifer ma jedynie oderwaną skórę na głowie. Meredith przeprowadza parę badań Phillipowi, z których wynika, że ma nieoperacyjnego glejaka złośliwego. Wpływał on na jego zachowanie i decyzje, a zawłaszcza o szybkim ślubu z kelnerką, po 10 dniach znajomości.
Meredith prosi o pomoc Dereka w przeprowadzeniu badań klinicznych nad nową metodą operowania guzów mózgu takich jak ma Phillip.
Konkurs o diamentowy pager wygrywa Grey, która zdiagnozowała guza mózgu. Pager uprawnia ją do odbierania innym rezydentom ciekawych przypadków przez 3 miesiące.
George i Lexie mieszkają w wynajętym mieszkaniu, w którym jest pełno karaluchów. Grey postanawia trochę urządzić nowe lokum kradnąc parę przedmiotów ze szpitala.
Cristina zastaje Hahn w swoim mieszkaniu z Callie.
Derek umawia się na randkę z Rose.

### Muzyka
- I’m Good, I’m Gone – Lykke Li
- Some People – Goldfrapp
- What A Day – Greg Laswell

## Piece of My Heart
- Premiera (USA): 1 maja 2008
- Reżyseria: Mark Tinker
- Scenariusz: Stacy McKee
- Gościnnie wystąpili: Amy Madigan (dr Wyatt), Clea DuVall (Jennifer), Jason O’Mara (Phillip), Lauren Stamile (Rose), Cheech Marin (Otis), Steven Flynn (Scott), Kate Walsh (Addison Montgomery), Kathleen Rose Perkins (Sarah), Ken Barnett (Freddie), Elizabeth Reaser (Rebecca), Gloria Garayua (stażystka Graciella), John O’Brien (techniak laboratorium), Joy Osmanski (stażystka Lucy), Molly Kidder (stażystka Megan), Richard Keith (stażysta Mitch), Tymberlee Chanel (stażystka Claire), Winston Story (stażysta Leo), Meg Cionni (Nikki),Sam Daly (Will)
- Oficjalny polski tytuł: „Część mego serca”

### Streszczenie
Do Seattle Grace wraca Addison Montgomery. Ma przeprowadzić ryzykowną operację. Miranda oznajmia jej, że dużo się w szpitalu zmieniło np. Meredith i Derek nie są już razem.
Przyjaźń między Callie i Hahn zacieśnia się, co zauważa Addison i sugeruje, że zachowują się jak lesbijki.
Ericka to ciężarna kobieta. Serce jej nienarodzonego dziecka rozwija się poza jego ciałem. Rodzice dziecka wierzą, że miłość uleczy ich dziecko. Addison, Sloan i Hahn przeprowadzają wspólnie operację dziecka, które kończy się sukcesem.
Meredith i Derek rozpoczynają badania kliniczne nad nowa metodą usuwania nieoperacyjnych guzów mózgu. Metoda ta polega na wszczepieniu mieszanki wirusa bezpośrednio do guza. Pierwszym pacjentem, który się zgodził na udział w badaniach jest Phillip. Jego guz nacieka na nerwy wzrokowe, przez co mężczyzna stracił wzrok i jest nieuprzejmy. Operacja nową metodą kończy się niepowodzeniem. Phillip umiera na stole operacyjnym.
Cristina jest zazdrosna o przyjaźń między Callie a Hahn. Yang daje ultimatum Callie: albo ona asystuje Erice lub Torres musi się wyprowadzić z jej mieszkania.
Izzie mówi parze w przychodni, że spodziewają się dziecka. Kobieta nie jest szczęśliwa i prosi lekarkę o aborcje, gdyż jest ona nosicielką wirusa HIV. Stevens przekonuje kobietę, że nie musi poddawać się zabiegowi usunięcia ciąży. Ma ona 98% szans na urodzenie zdrowego dziecka.
Nieoczekiwanie Alexa odwiedza Rebecca. Kobieta mówi mu, że jest w ciąży. Ava idzie do przychodni na badania. Izzy odbiera jej wyniki, z których wynika, że Rebecca nie jest w ciąży. Izzy nie może powiedzieć o wyniku Alexowi.

### Muzyka
- See What You Feel – Katalyst
- Money – Greenskeepers
- Distance – Neverending White Lights
- Five More Minutes – Meaghan Smith
- Buildings And Mountains – Republic Tigers
- Little Bit Of Feel Good – Jamie Lidell

## The Becoming
- Premiera (USA): 8 maja 2008
- Reżyseria: Julie Ann Robinson
- Scenariusz: Tony Phelan, Joan Rater
- Oficjalny polski tytuł: „Metamorfoza”

### Streszczenie
Meredith nadal chodzi na terapię. Przy tej okazji opiekuje się kolejnym pacjentem w ramach badań. Mężczyzna okazuje się być żołnierzem-gejem.
Bailey przeżywa rozterki spowodowane odejściem Tuckera. Szef nie chce, aby wypełniała ankiety.
Cristina nie może sobie poradzić z sukcesem Burke’a, który otrzymał prestiżową nagrodę.
Sloan ma problemy z pielęgniarkami, które oskarżają go o molestowanie seksualne i nie chcą uczestniczyć w jego operacjach. Musi się jakoś bronić, ale nie wie jak. Jedynie Bailey potrafi wygłosić jedną ze swoich „mów” w obronie Sloana.
George zostaje stażystą szefa, dzięki czemu staje się ważny. Rozdaje wszystkim ankiety na temat ich życia osobistego, co powoduje odwrotny skutek od oczekiwanego.

### Muzyka
- Carmella (Four Tet Remix)- Beth Orton
- Like A Virgin – Cast
- Mansard Roof – Vampire Weekend
- Know When To Walk Away – Jay Clifford
- Brightest Hour – The Submarines
- Only Yesterday – Taken By Trees
- Good Arms vs. Bad Arms – Frightened Rabbit

## Losing My Mind
- Premiera (USA): 15 maja 2008
- Reżyseria: James Frawley
- Scenariusz: Debora Cahn
- Oficjalny polski tytuł: „Tracąc zmysły”

### Streszczenie
Yang sprząta w domu, mimo iż nigdy wcześniej tego nie robiła. Do Seattle Grace przyjeżdża guru chirurgii. Webber chce zrobić na nim dobre wrażenie. Okazuje się, że Walter Tapley domaga się operacji serca, która jest niewykonalna. Hahn się sprzeciwia.
Izzy próbuje przekonać Rebeccę, iż ta nie jest w ciąży. Alex i ona nie dopuszczają tego do wiadomości. Syn Bailey pobił w żłobku dziecko. Tucker i Bailey kłócą się o wychowanie dziecka. George zajmuje się administracją i sprawami organizacyjnymi w szpitalu.

### Muzyka
- Walk Like An Egyptian – The Puppini Sisters
- Your Red Dress (Wedding Song At Cemetery) – Alaska In Winter
- Uh Oh – Electrocute
- About Today – The National
- The Wolves (Acts 1 & 2) – Bon Iver
- Sky – Ingrid Michaelson & Joshua Radin

## Freedom, Part 1
- Premiera (USA): 22 maja 2008
- Reżyseria: Rob Corn
- Scenariusz: Shonda Rhimes
- Oficjalny polski tytuł: „Wolność, część 1”

### Streszczenie
Do szpitala przywieziony zostaje chłopak, który wszedł w beton, który teraz zastyga.
Na terapii Meredith przyznaje się, że widziała, jak jej matka podcina sobie żyły. Derek może wykonać jeszcze tylko jedną operację, jeśli pacjent umrze – badania zostaną przerwane.
Yang dostaje od Meredith diamentowy pager. Derek decyduje się sprzedać swoją ziemię i przenieść do miasta.
George i Lexie czytają akta rezydentów. Okazuje się, że George nie zdał testu tylko jednym punktem. Alex opiekuje się Rebeccą.

### Muzyka
- Death And All His Friends – Coldplay
- Mercy – Duffy
- Heavy Eyes – The Rosewood Thieves
- Dream – Priscilla Ahn
- Giving Up – Ingrid Michaelson
- The Cure For Pain – Jon Foreman
- Hometown Glory – Adele
- Quest – Bryn Christopher
- Keep Me Warm – Ida Maria

## Freedom, Part 2
- Premiera (USA): 22 maja 2008
- Reżyseria: Rob Corn
- Scenariusz: Shonda Rhimes
- Oficjalny polski tytuł: „Wolność, część 2”

### Streszczenie
Lexie i George układają dokumenty rezydentów, aby nikt się nie zorientował. W tym samym czasie George uświadamia sobie, że nie różni się niczym od starszych kolegów (rezydentów), gdyż nie zdał egzaminu tylko jednym punktem.
Meredith i Shepherd przeprowadzają ostatnią operację w ramach badań. Przed nią Derek mówi, że jeśli operacja nie zakończy się sukcesem, nie chce jej nigdy więcej widzieć. Operacja w ramach badań odnosi sukces.
Bailey, Sloanowi, Torres, Hahn, Szefowi i Yang udaje się wyciągnąć 19-latka z betonu, ale ten wymaga natychmiastowej operacji.
Następnego dnia George wymusza na szefie zgodę na powtórzenie egzaminu kończącego staż. Ten się zgadza.
Alex i Izzy kłócą się o Rebeccę. Ta podcina sobie żyły i trafia do szpitala. Izzy decyduje się przenieść ją na psychiatrię. Alex nie chce przyjąć tego do wiadomości.
Do Meredith dociera w końcu, co miała na myśli jej matka mówiąc: „Bądź wyjątkowa”. Nie chodziło wcale o chirurgię, ale o coś zupełnie innego.
Bailey oddaje przychodnię Izzy. Teraz to ona będzie nią zarządzać.

## Odcinki specjalne

### Come Rain or Shine: From Grey’s Anatomy to Private Practice
- Premiera (USA): 19 września 2007